# North Seekonk
North Seekonk é um lugar designado pelo censo localizado no condado de Bristol no estado estadounidense de Massachusetts. No Censo de 2010 tinha uma população de 2.643 habitantes e uma densidade populacional de 717,63 pessoas por km².

## Geografia
North Seekonk encontra-se localizado nas coordenadas 41° 53′ 05″ N, 71° 19′ 49″ O. Segundo a Departamento do Censo dos Estados Unidos, North Seekonk tem uma superfície total de 3.68 km², da qual 3.62 km² correspondem a terra firme e (1.69%) 0.06 km² é água.

## Demografia
Segundo o censo de 2010, tinha 2.643 pessoas residindo em North Seekonk. A densidade populacional era de 717,63 hab./km². Dos 2.643 habitantes, North Seekonk estava composto pelo 96.14% brancos, o 0.79% eram afroamericanos, o 0.15% eram amerindios, o 1.02% eram asiáticos, o 0% eram insulares do Pacífico, o 0.87% eram de outras raças e o 1.02% pertenciam a duas ou mais raças. Do total da população o 1.55% eram hispanos ou latinos de qualquer raça.